# Pertinenza (linguistica)
In linguistica, il termine "pertinenza" rinvia ad ogni tratto linguistico in grado di rilevare una distinzione. Si chiama "pertinentizzazione" l'operazione che stabilisce quali caratteristiche sono pertinenti in un dato contesto.
Sia il concetto di tratto sia quello di tratto distintivo sono nati in ambito fonologico, ad opera della Scuola di Praga.
Per comprendere meglio il concetto di pertinenza, si osservi il fenomeno dell'aspirazione delle occlusive sorde ad inizio di sillaba in lingua inglese: parole come pit ('pozzo'), cap ('berretto') e town ('città') vengono pronunciate rispettivamente [ˈpʰɪt], [ˈkʰæp], [ˈtʰaʊn]. Negli stessi contesti, le occlusive sonore non vengono aspirate (si vedano le parole bit, 'pezzo', gap, 'vuoto' e down, 'giù', pronunciate [ˈbɪt], [ˈɡæp], [ˈdaʊn]). Nella coppia minima pit/bit, l'opposizione è affidata al tratto [±sonoro] (che è quindi pertintente) e non all'aspirazione, che risulta quindi essere un tratto "ridondante".
Su questa base fonologica, il termine è stato poi usato anche in altri ambiti (ad esempio, in sintassi, in semantica, in prosodia ecc.).